# Lista de vereadores de Miracema
Esta é a lista de vereadores de Miracema, município brasileiro do estado do Rio de Janeiro.
A Câmara Municipal de Miracema, é formada atualmente por onze representantes, desde a eleição de 2004, diferentemente do que em anos anteriores que era de treze cadeiras, devido ao fato que as cidades passaram a ter um número de vereadores equivalente à sua população.
O salão de sessões chama-se Plenário Francisco de Freitas e o salão nobre Senador Dirceu Cardoso.

## Legislatura de 2021–2024
Estes são os vereadores eleitos nas eleições de 15 de novembro de 2020, pelo período de 1° de janeiro de 2021 a 31 de dezembro de 2024:
| Mesa Diretora (2021-2022)         |                       |                        |                           |
| Nome                              | Início do mandato     | Fim do mandato         | Cargo                     |
| Fabrício de Sá Xavier (PSC)       | 1º de janeiro de 2021 | 31 de dezembro de 2022 | Presidente da Câmara      |
| Genessi Rodrigues da Silva (Rep.) | 1º de janeiro de 2021 | 31 de dezembro de 2022 | Vice-presidente da Câmara |
| Jocimar Vaz Freire (SD)           | 1º de janeiro de 2021 | 31 de dezembro de 2022 | 1º Secretário             |
| Carlos Magno da Silva Peres (PL)  | 1º de janeiro de 2021 | 31 de dezembro de 2022 | 2º Secretário             |

|    | Nome                                                                    | Partido                          | Votos | %    | Observações |
| -- | ----------------------------------------------------------------------- | -------------------------------- | ----- | ---- | ----------- |
| 1  | Fabrício de Sá Xavier (2021-2022) (Miracema, 15.01.1966–)               | Partido Social Cristão (PSC)     | 806   | 4,90 | 3º mandato  |
| 2  | Maurício Sant'Ana Soares, Mauricio Vô (Miracema, 15.01.1963–)           | Solidariedade (SD)               | 639   | 3,88 | 5º mandato  |
| 3  | Aimoré da Silva Almeida (Miracema, 01.06.1968–)                         | Partido Social Cristão (PSC)     | 630   | 3,83 | 2º mandato  |
| 4  | Hugo Fernandes (Miracema, 15.07.1985–)                                  | Partido Liberal (PL)             | 602   | 3,66 | 3º mandato  |
| 5  | Marcus Felipe Mercante Linhares (Miracema, 08.08.1969–)                 | Progressistas (PP)               | 539   | 3,27 | 2º mandato  |
| 6  | Sérgio Adrian de Souza, Serginho da Banca Souza (Miracema, 16.12.1969–) | Progressistas (PP)               | 473   | 2,87 | 1º mandato  |
| 7  | Carlos Magno da Silva Peres, Maguinho (Miracema, 26.11.1976–)           | Partido Liberal (PL)             | 473   | 2,87 | 3º mandato  |
| 8  | Genessi Rodrigues da Silva (Miracema, 26.11.1967–)                      | REPUBLICANOS                     | 470   | 2,86 | 3º mandato  |
| 9  | Jocimar Vaz Freire (Miracema, 02.01.1983–)                              | Solidariedade (SD)               | 452   | 2,75 | 1º mandato  |
| 10 | Caio Rocha de Souza (Miracema, 24.09.1989–)                             | Partido Social Democrático (PSD) | 444   | 2,70 | 1º mandato  |
| 11 | Marcelo Souto Padilha, Marcelão (Miracema, 06.02.1974–)                 | REPUBLICANOS                     | 376   | 2,28 | 1º mandato  |

## Legislatura de 2017–2020
Estes são os vereadores eleitos nas eleições de 2 de outubro de 2016, pelo período de 1° de janeiro de 2017 a 31 de dezembro de 2020:
| Eleição de 2016 |                                        |         |                  |         |             |
| Nº              | Vereador(a) eleito(a)                  | Partido | Situação         | Votação | Votação     |
| Nº              | Vereador(a) eleito(a)                  | Partido | Situação         | Total   | Porcentagem |
| 1               | Guillerni Ribeiro de Camargo (Guigui)  | PMDB    | Eleito por QP    | 586     | 3,77%       |
| 2               | Genessi Rodrigues da Silva             | PSDC    | Eleito por QP    | 586     | 3,77%       |
| 3               | José Augusto Martins (Pirulito)        | PV      | Eleito por QP    | 578     | 3,72%       |
| 4               | Fabrício de Sá Xavier                  | PMDB    | Eleito por QP    | 573     | 3,69%       |
| 5               | Hugo Fernandes                         | PROS    | Eleito por QP    | 549     | 3,53%       |
| 6               | Mauricio Sant'Ana Soares (Mauricio Vô) | SD      | Eleito por QP    | 525     | 3,38%       |
| 7               | Marcus Felipe Mercante Linhares        | PP      | Eleito por QP    | 477     | 3,07%       |
| 8               | Carlos Magno da Silva Peres (Maguinho) | PTN     | Eleito por média | 431     | 2,77%       |
| 9               | Paulo Sérgio de Azevedo (Brecoco)      | PP      | Eleito por média | 430     | 2,77%       |
| 10              | Aimoré da Silva Almeida (Aymoré)       | PV      | Eleito por média | 395     | 2,54%       |
| 11              | Maria Alessandra Leite Freire          | DEM     | Eleita por QP    | 304     | 1,96%       |

| Cor | Significado                                                 |
| 1   | primeiro mandato como vereador(a) da cidade                 |
| 2   | segundo mandato (seguido ou não) como vereador(a) da cidade |
| 4   | quarto mandato (seguido ou não) como vereador(a) da cidade  |

## Legislatura de 2013–2016
Estes são os vereadores eleitos nas eleições de 7 de outubro de 2012, pelo período de 1° de janeiro de 2013 a 31 de dezembro de 2016:
| Eleição de 2012 |                                         |         |                  |         |             |
| Nº              | Vereador(a) eleito(a)                   | Partido | Situação         | Votação | Votação     |
| Nº              | Vereador(a) eleito(a)                   | Partido | Situação         | Total   | Porcentagem |
| 1               | Gilson Teixeira Sales                   | PV      | Eleito por QP    | 938     | 5,592%      |
| 2               | Mauricio Sant'Ana Soares (Mauricio Vô)  | PMDB    | Eleito por QP    | 671     | 4,000%      |
| 3               | Fabrício de Sá Xavier                   | PMDB    | Eleito por QP    | 621     | 3,702%      |
| 4               | Maria José Marques Barros Andrade (Fia) | PRP     | Eleita por QP    | 596     | 3,553%      |
| 5               | Paulo Sérgio de Azevedo (Brecoco)       | PR      | Eleito por QP    | 495     | 2,951%      |
| 6               | Carlos Magno da Silva Peres (Maguinho)  | PTN     | Eleito por QP    | 457     | 2,725%      |
| 7               | Hugo Fernandes                          | PR      | Eleito por média | 447     | 2,665%      |
| 8               | João Siqueira Magalhães                 | PMDB    | Eleito por média | 398     | 2,373%      |
| 9               | Gutemberg Medeiro Damasceno             | PV      | Eleito por média | 385     | 2,295%      |
| 10              | Carlos Armando de Azevedo (Armandinho)  | PP      | Eleito por média | 379     | 2,260%      |
| 11              | Genessi Rodrigues da Silva              | PMN     | Eleito por QP    | 260     | 1,550%      |

| Cor | Significado                                                  |
| 1   | primeiro mandato como vereador(a) da cidade                  |
| 2   | segundo mandato (seguido ou não) como vereador(a) da cidade  |
| 3   | terceiro mandato (seguido ou não) como vereador(a) da cidade |
| 4   | quarto mandato (seguido ou não) como vereador(a) da cidade   |
| 6   | sexto mandato (seguido ou não) como vereador(a) da cidade    |

## Legislatura de 2009–2012
Estes são os vereadores eleitos nas eleições de 5 de outubro de 2008, pelo período de 1° de janeiro de 2009 a 31 de dezembro de 2012:
| Eleição de 2008 |                                                   |         |                  |         |             |
| Nº              | Vereador(a) eleito(a)                             | Partido | Situação         | Votação | Votação     |
| Nº              | Vereador(a) eleito(a)                             | Partido | Situação         | Total   | Porcentagem |
| 1               | Carlos Armando de Azevedo (Armandinho)            | PP      | Eleito por QP    | 882     | 5,24%       |
| 2               | Nedi El Kik Damasceno (Dona Nedi)                 | PV      | Eleito por QP    | 855     | 5,08%       |
| 3               | Antônio Roberto Venâncio (Venâncio)               | PDT     | Eleito por QP    | 728     | 4,32%       |
| 4               | Manoel Sérgio da Costa Silva (Manoel Gordo)       | PV      | Eleito por QP    | 716     | 4,25%       |
| 5               | Sérgio Terra de Souza Rocha (Sérginho Rocha)      | PV      | Eleito por média | 675     | 4,01%       |
| 6               | Gideão Duarte Gonçalves                           | PMDB    | Eleito por QP    | 596     | 3,54%       |
| 7               | André Luiz Amim Monteiro (André Band)             | PHS     | Eleito por QP    | 594     | 3,53%       |
| 8               | Maurício Santana Soares (Maurício Vô)             | PMDB    | Eleito por média | 581     | 3,45%       |
| 9               | Paulo César da Cruz de Azevedo (Paulinho Azevedo) | PDT     | Eleito por média | 513     | 3,05%       |

| Cor | Significado                                                  |
| 1   | primeiro mandato como vereador(a) da cidade                  |
| 2   | segundo mandato (seguido ou não) como vereador(a) da cidade  |
| 3   | terceiro mandato (seguido ou não) como vereador(a) da cidade |
| 5   | quinto mandato (seguido ou não) como vereador(a) da cidade   |

## Legislatura de 2005–2008
Estes são os vereadores eleitos nas eleições de 3 de outubro de 2004, pelo período de 1° de janeiro de 2005 a 31 de dezembro de 2008:
| Eleição de 2004 |                                             |         |                  |         |             |
| Nº              | Vereador(a) eleito(a)                       | Partido | Situação         | Votação | Votação     |
| Nº              | Vereador(a) eleito(a)                       | Partido | Situação         | Total   | Porcentagem |
| 1               | Antônio Roberto Venâncio (Venâncio do Inps) | PTB     | Eleita por QP    | 1.034   | 6,340%      |
| 2               | Juedyr Orsay da Silva                       | PDT     | Eleita por QP    | 950     | 5,825%      |
| 3               | Carlos Armando de Azevedo (Armandinho)      | PMN     | Eleita por QP    | 594     | 3,642%      |
| 4               | Marcos Roberto dos Reis Lang                | PV      | Eleita por QP    | 591     | 3,624%      |
| 5               | Noey Mury Coelho                            | PV      | Eleita por QP    | 535     | 3,281%      |
| 6               | Maurício Santana Soares (Maurício Vô)       | PMDB    | Eleita por QP    | 521     | 3,195%      |
| 7               | Eduardo Lúcio Tostes Botelho (Dadade)       | PP      | Eleita por média | 490     | 3,005%      |
| 8               | Paulo Rogério Lamarca                       | PMDB    | Eleita por média | 404     | 2,477%      |
| 9               | Joubert Rodrigues de Oliveira               | PTB     | Eleita por média | 381     | 2,336%      |

| Cor | Significado                                                  |
| 1   | primeiro mandato como vereador(a) da cidade                  |
| 2   | segundo mandato (seguido ou não) como vereador(a) da cidade  |
| 3   | terceiro mandato (seguido ou não) como vereador(a) da cidade |
| 4   | quarto mandato (seguido ou não) como vereador(a) da cidade   |

## Legislatura de 2001–2004
Estes são os vereadores eleitos nas eleições de 1º de outubro de 2000, pelo período de 1° de janeiro de 2001 a 31 de dezembro de 2004:
| Eleição de 2000 |                                             |         |                  |         |             |
| Nº              | Vereador(a) eleito(a)                       | Partido | Situação         | Votação | Votação     |
| Nº              | Vereador(a) eleito(a)                       | Partido | Situação         | Total   | Porcentagem |
| 1               | Sidney Alves de Azevedo                     | PDT     | Eleito por QP    | 546     | 3,453%      |
| 2               | Manoel Sérgio da Costa Silva (Manoel Gordo) | PV      | Eleito por QP    | 518     | 3,276%      |
| 3               | Paulo Rogério Lamarca                       | PMDB    | Eleito por QP    | 454     | 2,871%      |
| 4               | Eduardo Lúcio Tostes Botelho (Dadade)       | PP      | Eleito por QP    | 446     | 2,820%      |
| 5               | Regina Célia Titonelli Nunes                | PSB     | Eleita por QP    | 405     | 2,561%      |
| 6               | Mozar da Rocha Carneiro                     | PV      | Eleito por QP    | 359     | 2,270%      |
| 7               | Carlos Armando de Azevedo (Armandinho)      | PSL     | Eleito por QP    | 308     | 1,948%      |
| 8               | Luiz Antônio Tostes Padilha                 | PV      | Eleito por média | 307     | 1,941%      |
| 9               | Welington Luiz Ronzei                       | PV      | Eleito por média | 299     | 1,891%      |
| 10              | José Alfredo Torres Mercante                | PDT     | Eleito por média | 284     | 1,796%      |
| 11              | Antônio Mendes Linhares Filho               | PSL     | Eleito por QP    | 264     | 1,669%      |
| 12              | Gideão Duarte Gonçalves                     | PMDB    | Eleito por QP    | 251     | 1,587%      |
| 13              | Noey Mury Coelho                            | PMDB    | Eleito por média | 249     | 1,575%      |

| Cor | Significado                                                  |
| 1   | primeiro mandato como vereador(a) da cidade                  |
| 2   | segundo mandato (seguido ou não) como vereador(a) da cidade  |
| 3   | terceiro mandato (seguido ou não) como vereador(a) da cidade |

## Legislatura de 1997–2000
Estes são os vereadores eleitos nas eleições de 3 de outubro de 1996, pelo período de 1° de janeiro de 1997 a 31 de dezembro de 2000:
| Eleição de 1996 |                                             |         |                  |         |             |
| Nº              | Vereador(a) eleito(a)                       | Partido | Situação         | Votação | Votação     |
| Nº              | Vereador(a) eleito(a)                       | Partido | Situação         | Total   | Porcentagem |
| 1               | João Siqueira Magalhães                     | PV      | Eleito por QP    | 437     | 3,047%      |
| 2               | José Carlos Cabreira                        | PSD     | Eleito por QP    | 418     | 2,915%      |
| 3               | José Alfredo Torres Mercante                | PSDB    | Eleito por QP    | 413     | 2,880%      |
| 4               | Sinésio Gross Ferreira                      | PFL     | Eleito por QP    | 407     | 2,838%      |
| 5               | Manoel Sérgio da Costa Silva (Manoel Gordo) | PFL     | Eleito por média | 399     | 2,782%      |
| 6               | Rubem Nelson da Silva Alves                 | PSDB    | Eleito por QP    | 373     | 2,601%      |
| 7               | Antônio Carlos Pascotto da Costa            | PV      | Eleito por média | 372     | 2,594%      |
| 8               | Luiz Antônio Tostes Padilha                 | PSD     | Eleito por média | 356     | 2,482%      |
| 9               | Joubert Rodrigues de Oliveira               | PMDB    | Eleito por QP    | 318     | 2,217%      |
| 10              | Amadeu Peruci Filho                         | PMDB    | Eleito por QP    | 303     | 2,113%      |
| 11              | Carlos Armando de Azevedo (Armandinho)      | PSDB    | Eleito por média | 275     | 1,917%      |
| 12              | Antônio Mendes Linhares Filho               | PL      | Eleito por QP    | 260     | 1,813%      |
| 13              | Gideão Duarte Gonçalves                     | PMDB    | Eleito por média | 259     | 1,806%      |

| Cor | Significado                                                  |
| 1   | primeiro mandato como vereador(a) da cidade                  |
| 2   | segundo mandato (seguido ou não) como vereador(a) da cidade  |
| 3   | terceiro mandato (seguido ou não) como vereador(a) da cidade |
| 4   | quarto mandato (seguido ou não) como vereador(a) da cidade   |

## Legislatura de 1993–1996
Estes são os vereadores eleitos nas eleições de 3 de outubro de 1992, pelo período de 1° de janeiro de 1993 a 31 de dezembro de 1996:
| Eleição de 1992 |                                        |         |         |
| Nº              | Vereador(a) eleito(a)                  | Partido | Votação |
| 1               | Gutemberg Medeiros Damasceno           | PDT     | 519     |
| 2               | José Carlos Cabreira                   | PTRB    | 341     |
| 3               | Francisco Valadão                      | PMDB    | 337     |
| 4               | Amadeu Peruci Filho                    | PMDB    | 326     |
| 5               | Antônio Fernando Lopes Tostes          | PFL     | 308     |
| 6               | José Francisco Sentinell               | PMDB    | 307     |
| 7               | Paulo Rogério Lamarca                  | PTB     | 303     |
| 8               | Reginaldo Rizzo                        | PMDB    | 290     |
| 9               | Welington Luiz Ronzei                  | PST     | 245     |
| 10              | Carlos Armando de Azevedo (Armandinho) | PMDB    | 241     |
| 11              | Francisco Bastos Procópio              | PDT     | 240     |
| 12              | Jário Marques Pereira                  | PST     | 233     |
| 13              | Antônio Mendes Linhares Filho          | PJ      | 223     |

| Cor | Significado                                                  |
| 1   | primeiro mandato como vereador(a) da cidade                  |
| 2   | segundo mandato (seguido ou não) como vereador(a) da cidade  |
| 3   | terceiro mandato (seguido ou não) como vereador(a) da cidade |

## Legislatura de 1989–1992
Estes são os vereadores eleitos nas eleições de 15 de novembro de 1988, pelo período de 1° de janeiro de 1989 a 31 de dezembro de 1992:
| Eleição de 1988 |                              |         |         |
| Nº              | Vereador(a) eleito(a)        | Partido | Votação |
| 1               | José Hamilton da Silva Alves | PMDB    | 468     |
| 2               | João Siqueira Magalhães      | PMDB    | 377     |
| 3               | Reginaldo Rizzo              | PSC     | 293     |
| 4               | José Francisco Sentinelli    | PMDB    | 285     |
| 5               | Sinésio Gross Ferreira       | PFL     | 257     |
| 6               | Magno Silva Almeida          | PFL     | 245     |
| 7               | Chaquib Mansur               | PMDB    | 204     |
| 8               | Paulo Rogério Lamarca        | PTB     | 194     |
| 9               | José Carlos Cabreira         | PMDB    | 191     |
| 10              | Fernando Nascimento Oliveira | PTR     | 147     |
| 11              | Paulo Benedito               | PTR     | 135     |

| Cor | Significado                                                 |
| 1   | primeiro mandato como vereador(a) da cidade                 |
| 2   | segundo mandato (seguido ou não) como vereador(a) da cidade |

## Legislatura de 1983–1988
Estes são os vereadores eleitos nas eleições de 15 de novembro de 1982:
| Eleição de 1982 |                              |         |         |
| Nº              | Vereador(a) eleito(a)        | Partido | Votação |
| 1               | Archimedes Respício          | PMDB    | 346     |
| 2               | Armando Carneiro             | PDS     | 316     |
| 3               | João Siqueira Magalhães      | PMDB    | 305     |
| 4               | Sinésio Gross Ferreira       | PDS     | 304     |
| 5               | Fernando Nascimento Oliveira | PDS     | 300     |
| 6               | José Geraldo N. Proença      | PMDB    | 284     |
| 7               | Noey Mury Coelho             | PMDB    | 281     |
| 8               | Calil Saluan Neto            | PDS     | 280     |
| 9               | Hélio Oliveira do Nascimento | PDS     | 279     |
| 10              | Chaquib Mansur               | PMDB    | 264     |
| 11              | Ruy Barbosa Lima             | PMDB    | 240     |

| Cor | Significado                                                 |
| 1   | primeiro mandato como vereador(a) da cidade                 |
| 2   | segundo mandato (seguido ou não) como vereador(a) da cidade |

## Legislatura de 1977–1982
Estes são os vereadores eleitos nas eleições de 15 de novembro de 1976:
| Eleição de 1976 |                               |         |         |
| Nº              | Vereador(a) eleito(a)         | Partido | Votação |
| 1               | Fernando César Rossi          | ARENA   | 519     |
| 2               | Darcy Annibal                 | ARENA   | 506     |
| 3               | José Hamilton da Silva Alves  | MDB     | 443     |
| 4               | Messias Gonçalves Mota        | MDB     | 442     |
| 5               | José Alcemar de Carvalho      | ARENA   | 407     |
| 6               | Fanor Gonçalves de Faria      | ARENA   | 369     |
| 7               | Gicelda Coelho de Oliveira    | ARENA   | 314     |
| 8               | Salvador Mercante             | ARENA   | 306     |
| 9               | Hélcio Barbosa Bastos         | ARENA   | 295     |
| 10              | Archimedes Respício de Barros | MDB     | 269     |
| 11              | Moacir Freire da Silva        | MDB     | 259     |

| Cor | Significado                                                 |
| 1   | primeiro mandato como vereador(a) da cidade                 |
| 2   | segundo mandato (seguido ou não) como vereador(a) da cidade |

## Legislatura de 1973–1976
Estes são os vereadores eleitos nas eleições de 15 de novembro de 1972:
| Eleição de 1972 |                               |         |         |
| Nº              | Vereador(a) eleito(a)         | Partido | Votação |
| 1               | José Carlos Corrêa            | ARENA   | 504     |
| 2               | Télio Mercante                | ARENA   | 478     |
| 3               | José Alcemar de Carvalho      | ARENA   | 465     |
| 4               | José João Felicíssimo         | ARENA   | 313     |
| 5               | Ary Botelho Rocha             | ARENA   | 298     |
| 6               | Antônio Fábio Alvim Braga     | MDB     | 291     |
| 7               | José Pereira da Silva Netto   | MDB     | 280     |
| 8               | Antônio Laureano Pereira      | ARENA   | 285     |
| 9               | José Márcio Tostes de Freitas | ARENA   | 280     |
| 10              | Hélio Oliveira do Nascimento  | ARENA   | 249     |
| 11              | Ivany Samel                   | MDB     | 248     |

| cor  | significado          |
| Bege | Presidente da Câmara |
| Azul | Suplente             |